# كولن ديفيز
كولن ديفيز (بالإنجليزية: Colin Davies)‏ (12 أبريل 1936 المملكة المتحدة - ) هو لاعب كرة قدم بريطاني يلعب كلاعب وسط.